# Гресь Світлана Миколаївна
#КожнійКнизіСвійЧитач
Світлана Миколаївна Гресь (дошлюбне прізвище та псевдонім Штатська; нар. 8 травня 1975, с. Двірець Житомирський район Житомирська область) — українська письменниця, громадська діячка. Лауреатка літературно-мистецької премії імені Лесі Українки Українського фонду культури, лауреатка Всеукраїнського літературного конкурсу імені Валентина Грабовського, очолює Житомирську обласну організацію Національної спілки письменників України.

## Біографія
Світлана Штатська народилася 8 травня 1975 року в селі Двірець Житомирського району Житомирської області в багатодітній родині. Навчалася в Сінгурівській середній школі (Сінгурівській загальноосвітній школі І — ІІІ ступенів), де відвідувала майже всі гуртки. Закінчила Сінгурівську музичну школу по класу фортепіано.
З 1990 по 1992 рік — навчалася в Житомирському обласному педагогічному ліцеї (Комунальний заклад «Житомирській обласний ліцей-інтернат для обдарованих дітей» Житомирської обласної ради).
У 1992 році одружилася, взяла прізвище Гресь, а дошлюбне прізвище стало її літературним псевдонімом.
1992—1999 рр. —  навчання на факультеті ветеринарної медицини Державну агроекологічну академію України (нині Поліський національний університет). Закінчила ще й Національну академію управління персоналом.
2000—2001 рр. — працювала у Житомирському обласному центрі соціальної служби для сім'ї, дітей та молоді.
2001 — начальниця відділу зовнішньо-економічної діяльності ЗАТ «Міжнародні ресурси». 
2002—2014 рр. — керівниця Житомирського філіалу Державного науково-контрольного інституту біотехнології і штамів мікроорганізмів (в подальшому – ТОВ «Український вірусологічний центр»).
У червні 2014 року очолила департамент сім'ї, молоді та спорту Житомирської облдержадміністрації, з 2015 року — управління сім'ї, молоді та спорту. 
В листопаді 2019 року нагороджена орденом княгині Ольги ІІІ ступеня. 
2019 — 21 січня 2021 — заступниця директора департаменту культури, молоді та спорту Житомирської облдержадміністрації — начальниця управління культури та туризму.
26 січня 2021 — 2022 рр. — виконуюча обов'язки директора обласного літературного музею Житомирської обласної ради.
2022 — лютий 2024 — виконуюча обов'язки директора Обласної бібліотеки для дітей та юнацтва Житомирської обласної ради.
З березня 2024 рік — заступниця директора  Житомирської філії ДП «Вінницястандартметрологія».
Активно бере участь у громадському житті:
- В 2002—2002 рр. очолювала «Молодіжне товариство поляків міста Житомира».

- 2004 р. — заступниця голови комітету молодіжних організацій м. Житомира, згодом заступниця голови Всеукраїнської організації молодих поляків.

- 2007-2014 рр. — очолювала обласну літературно-мистецьку студію імені Михайла Клименка.[4]
- З червня 2017 року — голова Житомирської обласної організації Національної спілки письменників України (на громадських засадах).[4]

## Літературна творчість
У власному доробку Світлана Штатська має 11 книг, з яких 9 — твори для дітей, з них 8 — віршовані твори, а дев'ята книжка — казка в прозі. Почала писати вірші в 12 років. З 14 років відвідувала обласну літературну студію імені Бориса Тена, яку вів відомий письменник Валентин Болеславович Грабовський. Саме він підтримав перші видання Світлани Штатської, поетичні збірки «Купалинка» (1994) і «Сосни шумлять» (2004).
Друкувалася у всеукраїнських періодичних виданнях та альманахах «Авжеж», «Світовид» та інших. Вірші Світлани Штатської покладені на музику композиторів М. Машковського, І. Островерхого, Л. Бойко, І. Навоєвої, О. Коляди та інших, записані на компакт-дисках і опубліковані в збірках пісень «Щасливе свято дітвори», «Жайворонок», «Музичні барви», «Заглядає зіронька в криницю», «Пісні про Житомир», «Пломінь буття» та інших. Її твори виконує народна артистка України Ірина Шинкарук, гурт «Джерела». Спільно з Іриною Навоєвою написала гімн польського фестивалю «Веселка Полісся». У 2017 році вийшов тематичний календар «Житомир — територія душі», до якого увійшли ліричні мініатюри про Житомир Світлани Штатської.

## Нагороди та відзнаки
- Державна відзнака «Орден княгині Ольги III ступеня» 19 листопада 2019 року,
- Лауреатка премії Кабінету Міністрів України «За особливі досягнення молоді в розбудові України» в номінації «За творчі досягнення» 2009 р.,
- Лауреатка літературно-мистецької премії імені Лесі Українки Українського фонду культури,
- Лауреатка Всеукраїнського літературного конкурсу імені Валентина Грабовського 2009, обласного літературного конкурсу «Гранослов» 2000 року, літературної премії «Дідусева Казка» 2015 року, літературної премії Василя Земляка 2019, переможниця інших літературних конкурсів та фестивалів.
- В 2013 році лауреатка «Гордість міста Житомира» в номінації «Митець року» 2013 року.
- Книга віршів для дітей «Ква-сонет» визнана кращою книгою 2013 року в номінації «Світ дитинства», в 2014 році — «Запитайлик».[1]
- Медаль Міністра оборони України "За спияння збройним силам України" (2017).[4]
- Лауреатка літературно-мистецького фестивалю "Голосіївська осінь" імені Максима Рильського (2020).
- Лауреатка Всеукраїнської премії "Жінка XXI століття" у номінації "Культура" (2021) .[6]